# Libanon op de Olympische Winterspelen 2010

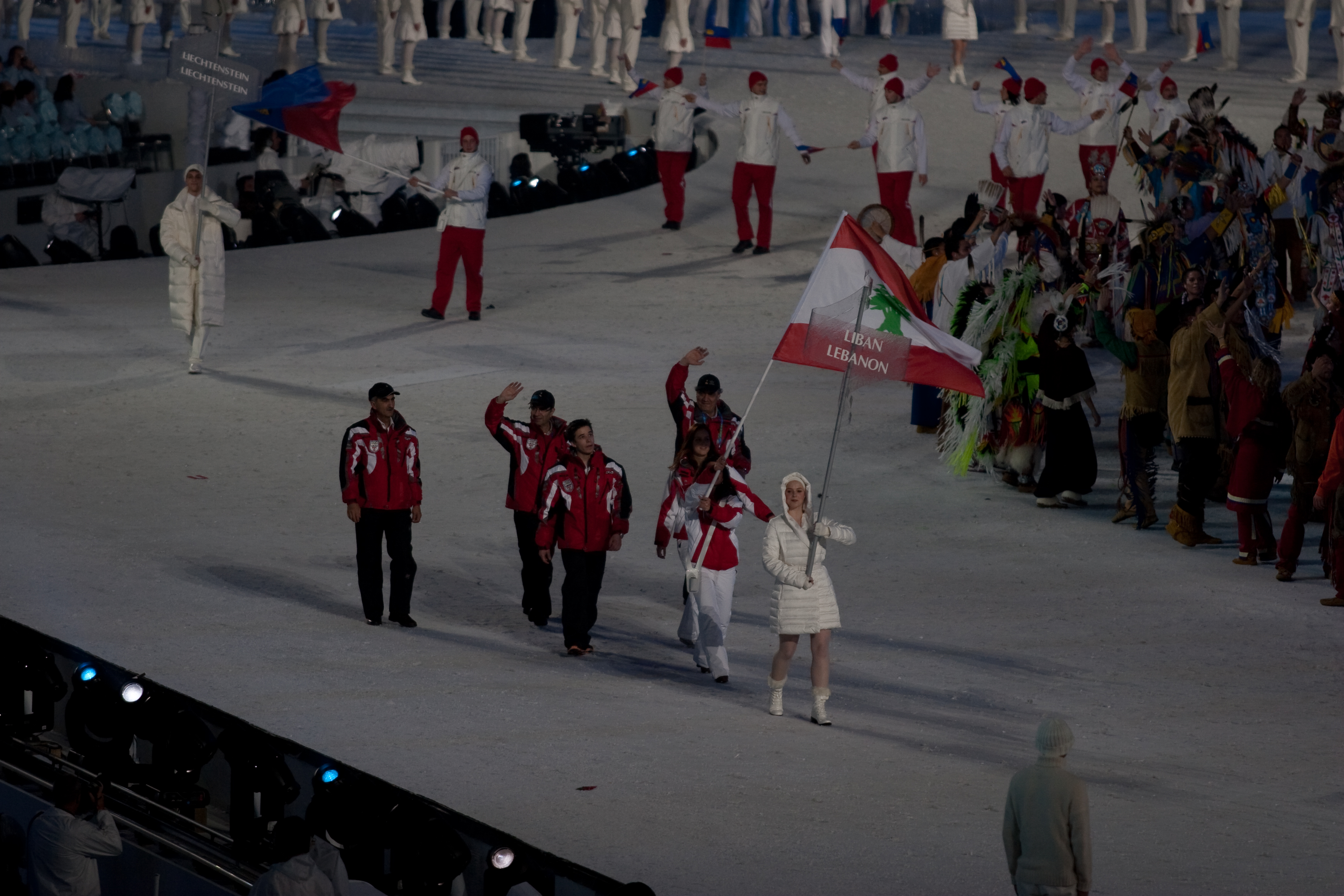
Het team van Libanon bij de opening

Tijdens de Olympische Winterspelen van 2010, die in Vancouver (Canada) werden gehouden, nam Libanon voor de vijftiende keer deel aan de Winterspelen.

## Deelnemers en resultaten
(m) = mannen, (v) = vrouwen 

### Alpineskiën
| Olympiër      | Discipline       | Resultaat | Prestatie                          |
| ------------- | ---------------- | --------- | ---------------------------------- |
| Ghassan Achi  | reuzenslalom (m) | DNF-2     | opgave run 2 — 1.27,19+DNF         |
| Ghassan Achi  | slalom (m)       | DSQ       | diskwalificatie                    |
|               |                  |           |                                    |
| Jacky Chamoun | slalom (v)       | 54e       | 2.18,03 (+35,14) — 1.09,41+1.08,62 |
| Chirine Njeim | super g (v)      | 37e       | 1.29,59 (+9,45)                    |
| Chirine Njeim | reuzenslalom (v) | 43e       | 2.41,61 (+14,50) — 1.23,28+1.18,33 |
| Chirine Njeim | slalom (v)       | 43e       | 1.58,20 (+15,31) — 58,97+59,23     |

Albanië · Algerije · Andorra · Argentinië · Armenië · Australië · Azerbeidzjan · België · Bermuda · Bosnië en Herzegovina · Brazilië · Bulgarije · Canada · Chili · China · Chinees Taipei · Colombia · Cyprus · Denemarken · Duitsland · Estland · Ethiopië · Finland · Frankrijk · Georgië · Ghana · Griekenland · Groot-Brittannië · Hongarije · Hongkong · Ierland · IJsland · India · Iran · Israël · Italië · Jamaica · Japan · Kaaimaneilanden · Kazachstan · Kirgizië · Kroatië · Letland · Libanon · Liechtenstein · Litouwen · Macedonië · Marokko · Mexico · Moldavië · Monaco · Mongolië · Montenegro · Nederland · Nepal · Nieuw-Zeeland · Noord-Korea · Noorwegen · Oekraïne · Oezbekistan · Oostenrijk · Pakistan · Peru · Polen · Portugal · Roemenië · Rusland · San Marino · Senegal · Servië · Slovenië · Slowakije · Spanje · Tadzjikistan · Tsjechië · Turkije · Verenigde Staten · Wit-Rusland · Zuid-Afrika · Zuid-Korea · Zweden · Zwitserland